# Oulens-sous-Échallens
Oulens-sous-Échallens – miejscowość i gmina (commune) w zachodniej Szwajcarii, w kantonie Vaud, w okręgu (district) Gros-de-Vaud.  

## Demografia
W Oulens-sous-Échallens mieszka 619 osób. W 2021 roku 12% populacji gminy stanowiły osoby urodzone poza Szwajcarią.

## Transport
Przez teren gminy przebiegają autostrady A1 i A9 oraz drogi główne nr 133 i nr 134. 